# Maria Llompart Pons
Maria Llompart Pons (Begues, Baix Llobregat, 19 d'octubre de 2000) és una futbolista catalana.
Migcampista, es formà en les categories inferiors del Futbol Club Barcelona. La temporada de 2016-17 fitxà pel Reial Club Deportiu Espanyol amb el qual debutà amb el primer equip a la Primera Divisió. Després de tres temporades, jugà al Futbol Club Llevant Les Planes (2019-20) de la Primera Nacional i, posteriorment, a la Sociedad Deportiva Eibar (2020-22). L'estiu de 2022 fitxà pel Vila-real Club de Futbol. Ha sigut internacional amb la selecció espanyola en categories de formació. Es proclamà campiona d'Europa sub-19 (2018), on feu el gol de la victòria a la final del torneig.